# Charlotte Gaccio
Charlotte Gaccio est une actrice française, née le 9 octobre 1987 à Paris.

## Biographie

### Jeunesse
Charlotte Odile Jeanine Gaccio naît le 9 octobre 1987 dans le 15e arrondissement de Paris. Son père, Bruno Gaccio, est scénariste — ex-auteur des Guignols de l'info sur Canal+ — et sa mère, Michèle Bernier, comédienne. Son grand-père maternel est Georget Bernier, dit le professeur Choron (1929-2005), fondateur d'Hara-Kiri et de Charlie Hebdo. Elle a un jeune frère, Enzo.

### Carrière
En 2013, Charlotte Gaccio commence sa carrière à la télévision, avec Jean-Pierre Mocky en tant que réalisateur, dans l'épisode Auto-stop de la série policière Myster Mocky présente, puis, aux côtés d'Armelle Deutsch, dans le téléfilm J'adore ma vie de Stéphane Kurc, diffusé sur France 2,.
En novembre 2014, elle interprète une aide-soignante, Laurence Clément, dans la série médicale Interventions, diffusé sur TF1, avec Anthony Delon qui dira d'elle, dans un entretien : « Elle est incroyable, très douée et dotée de beaucoup de charisme ».
En avril 2016, elle apparaît, aux côtés de Mathilde Seigner et Fred Testot, dans le rôle principal, celui de la nouvelle enseignante, Aurélie Schneck, pour la série Sam, sur TF1. Pour ce rôle, confié par la réalisatrice Valérie Guignabodet et l'équipe de la série, elle est saluée sur les réseaux sociaux.
Mi-juin 2021, elle est choisie pour le rôle d'Audrey Roussel, mère célibataire de quatre enfants, nés de trois pères différents, dans le feuilleton Demain nous appartient, diffusée depuis juillet 2017 sur TF1.

### Vie privée
En 2002, à 14 ans, Charlotte Gaccio rencontre Sébastien Pons sur un « site d'ados qui parle musique et tatouage. On s'est vu très vite et on s'est fait un bisou », avec qui elle partage sa vie avant de se marier en 2012,.
En juillet 2017, elle annonce sa grossesse sur Instagram et dénonce la grossophobie, dont elle est victime à cette occasion. Le 15 octobre de la même année, elle donne naissance à des jumeaux, prénommés Zoé et Roméo.

## Filmographie

### Cinéma

#### Longs métrages
- 2017 : Vénéneuses de Jean-Pierre Mocky : l'officier Pichon
- 2021 : Mince alors 2 ! de Charlotte de Turckheim : Marion

### Télévision

#### Téléfilms
- 2013 : J'adore ma vie de Stéphane Kurc : Nathalie
- 2019 : Meurtres dans le Jura d'Éric Duret : la médecin légiste
- 2024 : Les enragés d’Arbois de Laurence Katrian : brigadière Agathe Santoni
- 2026 : Les Trois Brestoises de Stéphane Kappes : Vanessa Fabre

#### Séries télévisées
- 2013 : Myster Mocky présente : Betty (saison 4, épisode 5 : Auto-stop)
- 2014 : Interventions : Laurence Clément (6 épisodes)
- 2015 : Ex-Model : Louna (2 épisodes)
- Depuis 2016 :  Sam : Aurélie Schneck, professeur documentaliste (39 épisodes)
- 2017 : Munch : Charline Bougeon, greffière du Juge aux affaires familiales (2 épisodes)
- 2020 : Candice Renoir : Capucine Borelli (saison 8, épisode 4 : Ce qui ne tue pas rend plus fort)
- Depuis 2021 : Demain nous appartient : Audrey Roussel (321 épisodes)
- 2024 : Astrid et Raphaëlle : Delphine Simon, profiler (saison 5, épisode 6 : Loup y es-tu ?)
- 2025 : Enquête en famille, mini-série de Dominique Farrugia

#### Émission télévisée
- 2023 : Mask Singer : dans le costume de la méduse

## Théâtre

### Comédienne
- 2015 : Énorme ! de Neil Labute, mise en scène Marie-Pascale Osterrieth, Théâtre de Paris
- 2016 : Je t'ai laissé un mot sur le frigo d'après Alice Kuipers, mise en scène Marie-Pascale Osterrieth, Théâtre de Paris
- 2019 : Chasse à l'homme de Colette Kraffe, mise en scène Gérard Moulevrier, tournée

### Mise en scène
- 2016 : Parité Mon Q - L'élégance vocale, Théâtre L'Arrache Cœur, Avignon / Théâtre L'Archipel, Paris.
- 2020 : PMQ - Opus 69, Théâtre Centre Arc En Ciel, Liévin.